# Órbita supersincrónica
Una órbita supersincrónica es una órbita con un período mayor que el de una órbita sincrónica, o simplemente una órbita cuya apoapsis (apogeo en el caso de la Tierra) es más alta que la de una órbita sincrónica. Una órbita sincrónica tiene un período igual al período de rotación del cuerpo que contiene el baricentro de la órbita.

## Órbitas geocéntricas supersincrónicas
Un régimen orbital supersincrónico particular de valor económico significativo para el comercio de la Tierra es una banda de órbitas geocéntricas casi circulares más allá del cinturón geosincrónico, con una altitud de perigeo por encima de 36,100 kilómetros, aproximadamente 300 kilómetros  por encima de la altitud sincrónica, llamado el cinturón geo cementerio.
El régimen orbital del cinturón de cementerio geográfico es valioso como lugar de almacenamiento y eliminación de desechos espaciales de satélites abandonados una vez que se completa su vida útil económica como satélites de comunicaciones geosincrónicos. Los satélites artificiales se dejan en el espacio porque el costo económico de remover los escombros sería alto, y la política pública actual no requiere ni incentiva la remoción rápida por parte de la parte que primero insertó los escombros en el espacio exterior y por lo tanto creó una externalidad negativa para otros, una imposición del costo sobre ellos. Una propuesta de política pública para hacer frente a la creciente basura espacial es una política de "uno arriba / uno abajo" para las licencias de lanzamiento para órbitas terrestres. Los operadores de vehículos de lanzamiento tendrían que pagar el costo de la mitigación de escombros. Tendrían que incorporar la capacidad en su vehículo de lanzamiento (captura robótica, navegación, extensión de la duración de la misión y propulsor adicional sustancial) para poder reunirse con, capturar y desorbitar un satélite abandonado existente desde aproximadamente el mismo plano orbital.
Un uso común adicional de las órbitas supersincrónicas es para el lanzamiento y la trayectoria de la órbita de transferencia de nuevos satélites de comunicación destinados a órbitas geosincrónicas. En este enfoque, el vehículo de lanzamiento coloca el satélite en una órbita de transferencia elíptica supersincrónica, una órbita con un apogeo algo mayor que la órbita de transferencia geoestacionaria más típica. (GTO) normalmente utilizado para satélites de comunicación. Se utiliza una órbita de este tipo porque un pequeño cambio de inclinación a una altitud menor requiere mucha más energía que el mismo cambio a una altitud mayor. Por lo tanto, a veces es óptimo usar la propulsión de la nave espacial para cambiar la inclinación en un apogeo superior al deseado, luego bajar el apogeo a la altitud deseada, lo que resulta en un menor gasto total de propulsor por parte del motor de arranque del satélite.
Esta técnica se utilizó, por ejemplo, en el lanzamiento y transferencia de inyección en órbita de los dos primeros lanzamientos de SpaceX Falcon 9 v1.1 GTO en diciembre de 2013 y enero de 2014, SES-8 y Thaicom 6 (90.000 kilómetros  - apogeo ), respectivamente. En ambos casos, el propietario del satélite utiliza la propulsión incorporada en el satélite para reducir el apogeo y circularizar la órbita a una órbita geoestacionaria. Esta también ha sido una práctica común de ULA, incluida la constelación de satélites de comunicaciones WGS. Esta técnica también se utilizó en el lanzamiento de SES-14 yAl Yah 3 durante el vuelo VA241 de Ariane 5. Sin embargo, debido a un error de la tripulación de lanzamiento que resultó en una anomalía y una desviación de la trayectoria, los satélites no se insertaron en la órbita prevista, lo que provocó una reprogramación de su plan de maniobras.

## Órbitas supersincrónicas no geocéntricas

Las lunas marcianas Fobos y Deimos están en órbitas subsincrónicas y supersincrónicas respectivamente. Fobos está orbitando a Marte más rápido que la rotación del propio Marte.

La mayoría de los satélites naturales del Sistema Solar se encuentran en órbitas supersincrónicas. La Luna se encuentra en una órbita supersincrónica de la Tierra, orbitando más lentamente que el período de rotación de 24 horas de la Tierra. El interior de las dos lunas marcianas, Fobos, se encuentra en una órbita subsincrónica de Marte con un período orbital de solo 0,32 días. La luna exterior Deimos está en órbita supersincrónica alrededor de Marte.
El Mars Orbiter Mission, actualmente en órbita alrededor de Marte, se coloca en una órbita supersincrónica altamente elíptica alrededor de Marte, con un período de 76,7 horas y una periapsis planificada de 365 km  y una apoapsis de 70.000 km.